# La Prairie (chantier naval)
Pour les articles homonymes, voir La Prairie.

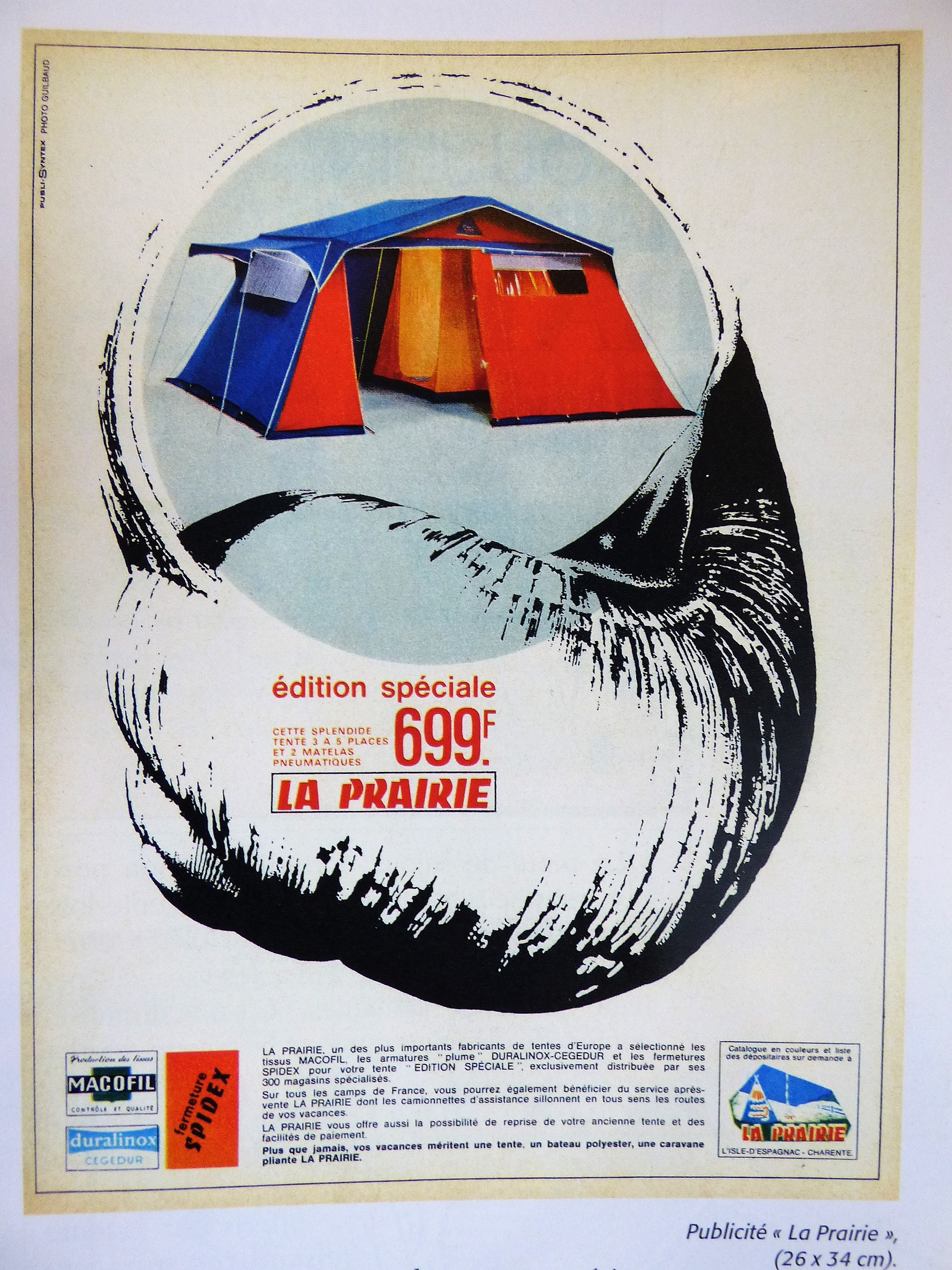
Publicité La Prairie vers 1965 : Plus que jamais vos vacances méritent une tente, un bateau polyester, une caravane pliante LA PRAIRIE

La Prairie est un chantier naval de plaisance français établi dans la banlieue d’Angoulême qui a fonctionné de 1961 à 1975. 
Cette entreprise produira quelques modèles de voiliers célèbres comme l'Optimist, le Surf et le Zef.

## Historique
En 1957, Jean Albert Mayoux crée, à Pranzac, près d’Angoulême, une petite usine de production de tentes pour le camping  : La Prairie.
Rapidement Jean Albert Mayoux s’associe avec Michel Nivelt (père de Bernard Nivelt du cabinet d’architecture navale Joubert-Nivelt). Etabli à Courbevoie près de Paris Michel Nivelt fabrique depuis la fin de la guerre des tapis de sol de tente à partir des enveloppes de ballons dirigeables. Mais il construit aussi un bateau futuriste pour l’époque le catamaran Exocet. 
La société prend le nom de MNC La Prairie et comporte deux départements : un pour les tentes et les auvents de caravane et un autre, nouveau, pour le nautisme. En 1961 Michel Nivelt nomme directeur de ce nouveau département Lucien Gourmez, un jeune sportif avec lequel il a travaillé pour la création du catamaran Exocet.
Les deux hommes conçoivent un petit voilier d’initiation économique, équivalent plastique du Vaurien. Le cahier des charges précise aussi que ce dériveur doit être un bateau polyvalent, susceptible d’être utilisé comme barque à rame ou canot à moteur pour la pêche. Il est conçu pour être aussi un complément pour le campeur où le caravanier.
Ce sera le Zef, très apprécié comme dériveur de pêche et promenade, polyvalent à la voile et comme barque à l'aviron, à la godille ou encore avec un petit moteur hors-bord.
Un autre dériveur plus performant (4,83 m de long 12 m2 de voilure et spi de 13 m2) est proposé par La Prairie : 
C'est le Flibustier, un plan de Jean Jacques Herbulot, produit initialement en contreplaqué et bois moulé et décliné en petit habitable ponté et semi-lesté (le maraudeur) par d'autres chantiers (Staempfli en Suisse, Ateliers Maritimes Croisicais...etc). Il sera remplacé dans la gamme par le tandem Surf et Strale (Cf infra).
Par la suite d'autres dériveurs enrichiront la gamme : Le surf (4,35 m), bon bateau mais assez confidentiel car concurrencé par le 420, dessiné dans le cadre d'un appel d'offres pour le ministère Jeunesse et sports, l'apache (dériveur en double pour deux grands enfants) et le Caneton strale, un plan italien (Santarelli) présélectionné comme dériveur olympique en double mais écarté par les instances internationales au profit du 470. 
Ce bateau performant, choisi par l'ASPROCA (association des canetonistes) pour remplacer le pataud Caneton 58 (Plan eugène Cornu)  ne convient toutefois pas au mode de production (fibre de verre projetée ) des bateaux la Prairie qui ne permet pas de faire des coques très raides encaissant les contraintes d'un gréement de course.
Le siège social de la société est situé dans une ancienne faïencerie à l'Isle-d'Espagnac, dans la banlieue d’Angoulême. Les bâtiments n’étant pas adaptés à la construction navale, la société MNC La Prairie installe son chantier dans la zone commerciale du Recoux, dans la commune voisine de Soyaux, le siège social restant à l'Isle-d'Espagnac.
Le chantier met au point des chaînes de production polyester, sur un mode inspiré de la construction automobile. De très nombreux bâtiments voient le jour, chacun étant spécialisé dans un domaine particulier : menuiserie, montage, polyester, etc. Au total, le chantier La Prairie occupe plus de 10 000 m2 (témoignage d’un ancien ouvrier soudeur pour les moules d'essai de la société MNC La Prairie).
L’entreprise, en plein essor, poursuit son développement grâce à un nouveau modèle. C’est l’Océanix en 1965 sur des plans de J.J Herbulot architecte naval.
Parallèlement à l’Océanix (5,60 m) est créé le Midjet (5,80 m) et l’hélios (9,30 m).

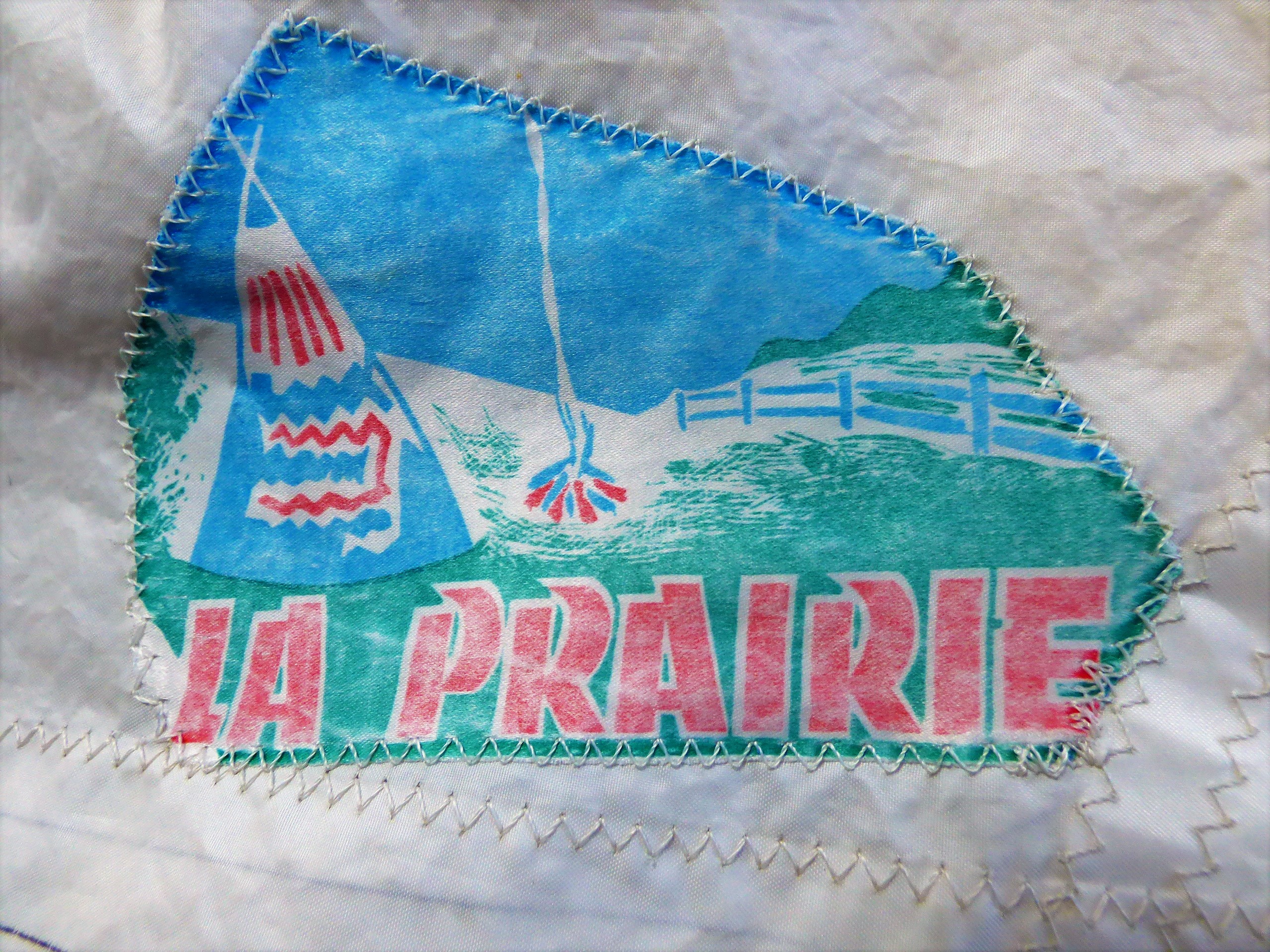
Étiquette La Prairie sur une voile de dériveur zef

Vers 1970 Jean Albert Mayoux décide prendre sa retraite. Sans consulter Michel Nivelt il met en vente ses parts dans la société MNC. Parmi les acquéreurs il y a le groupe allemand Metzeler, société fabriquant des pneus et aussi des bateaux pneumatiques. Michel Nivelt ancien résistant (membre du réseau Vengeance) se sent trahi. Il vend à son tour ses parts puis démissionne pour se tourner vers d'autres projets. La reprise par le groupe allemand fonctionne mal et des désaccords surgissent. À la suite d’un conflit social, les actionnaires allemands se retirent et MNC La Prairie dépose le bilan, puis est liquidée en 1975. La construction des bateaux continue cependant quelque temps sous la direction d'une autre filiale française de Metzeler, la société Société industrielle des établissements Piel (SIDEP) initialement fabricant de combinaisons de scaphandres pieds-lourds puis de matériel de plongée mais, en 1978, Metzeler se recentre sur son activité de pneumatiques pour motos et cède ou ferme ses filiales ayant d'autres activités. La société SIDEP reprend la confection de combinaisons de plongée puis change de propriétaire. En même temps, la vogue des dériveurs décline, commençant à être supplantés par les planches à voile. En plus de la fabrication de pneus, d'autres activités ont été développées sur le segment du caoutchouc technique et des produits de loisir. [..] 1978/79 - Metzeler change de stratégie pour des raisons économiques, et ne produit plus que des pneus motos.

## Bateaux produits
| Nom du bateau  | Présentation / caractéristiques |
| -------------- | --- |
| Junior         | 3,20 m pour 1,45 m et 50 kg |
| Pêcheur        | 3,67 m pour 1,55 m et 80 kg |
| Plate          | 3,20 m pour 1,30 m et 75 kg |
| Apache         | Petit dériveur pour 2 : 3,26 m pour 1,43 m portant 7,10 m2 |
| Optimist       | Petit voilier que l’on ne présente plus |
| Mis-Ship       | Canot voile et moteur de J.J Herbulot : 4,55 m pour 2,10 m et 11,66 m2 |
| Flibustier     | Dériveur entrainement/performance sur plan Herbulot 4,83 m et 12 m2 de voilure |
| Caneton Strale | Dériveur de compétition italien (Strale=Fléchette), plan Santarelli, félicité aux championnats d’Europe de 1972, présélectionné avec le fireball comme série olympique, écarté au profit du 470 .Long. :4,90 m S.vél. :13,5 m2 Spi : 15 m2 |
| Surf           | Dériveur sportif très véloce : 4,37 m pour 1,65 m portant 12 m2 |
| Zef            | Dériveur école : 3,67 m pour 1,55 m portant 8,90 m2 |
| Zef junior     | Version junior du Zef |
| Midjet         | Dériveur ou quillard s’étant fait remarquer aux régates de La Rochelle : 5,80 m pour 2,27 m portant 20 m2 |
| Océanix TS     | Dériveur : 5,60 m pour 2,15 m portant 14,50 m2 |
| Ti-Yac         | Pêche promenade de 4,98 m pour 1,98 m |
| Hélios         | Voilier de grande croisière dessiné par G. Moreau 9,31 m pour2,50 m portant 35,56 m2 sous génois avec un lest d’une tonne |